# Slaget vid Ölper (1761)
Slaget vid Ölper var ett slag vid Ölper, numera ett distrikt i Braunschweig, den 13 oktober 1761. Det ägde rum mellan en fransk-sachsisk styrka och en braunschweigsk-hannoversk styrka, ett slag som varade långt in på natten och resulterade i en braunschweigsk seger. Slaget var en del av sjuårskriget.